# Гамбург (аэропорт)

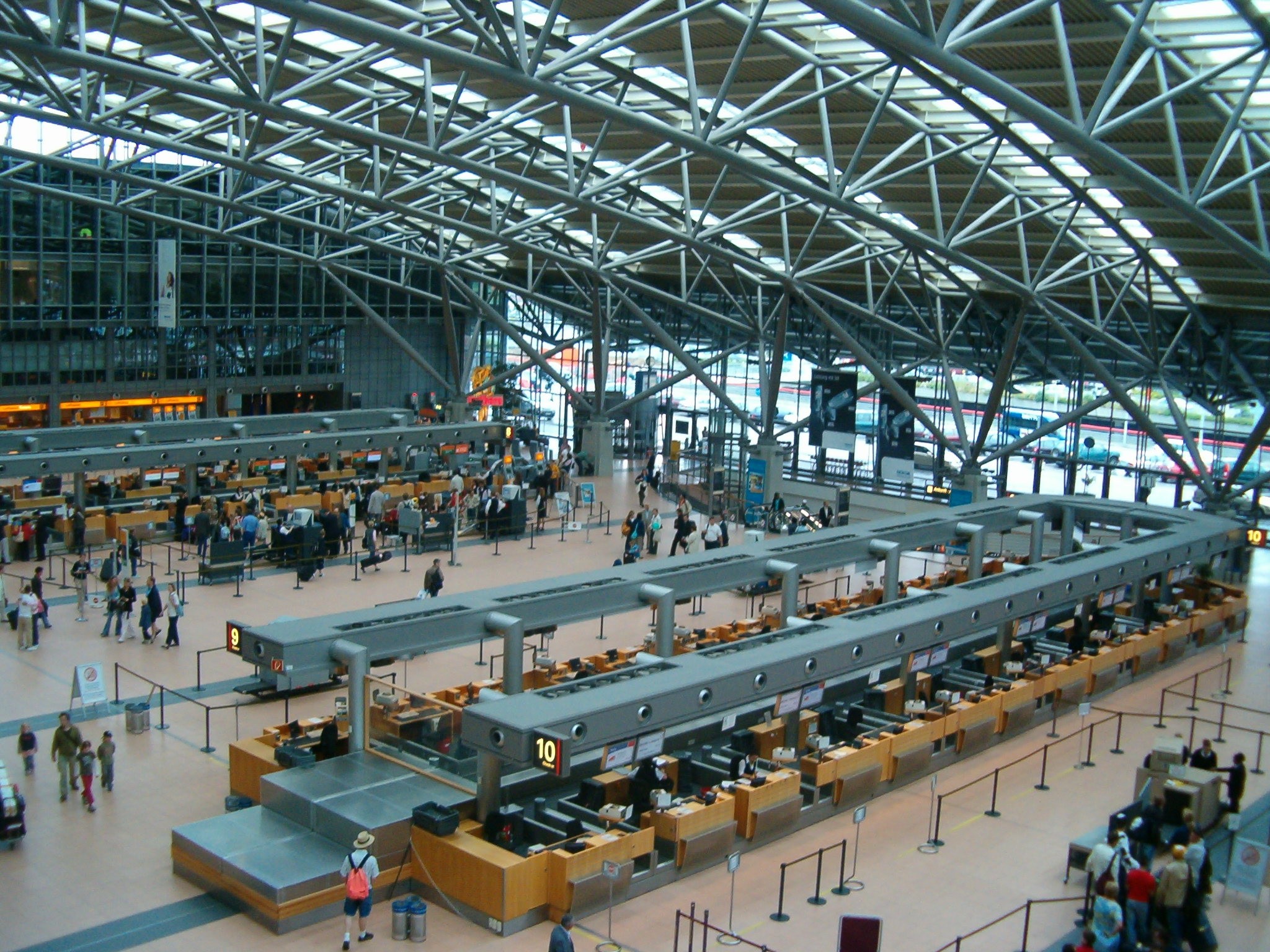
Аэропорт Гамбург

Га́мбург (нем. Flughafen Hamburg-Fuhlsbüttel) (ИАТА: HAM, ИКАО: EDDH) — международный аэропорт Гамбурга, Германия. Расположен на расстоянии 8,5 километров от центра города. Входит в число пяти самых загруженных аэропортов страны с пассажирооборотом около 12,84 млн. человек в год.

## История
Международный аэропорт «Гамбург» считается старейшим действующим в Германии. Он был открыт в январе 1911 года. В 90-х годах XX века его планировалось перенести дальше на север от Гамбурга, но позже от проекта отказались в пользу реконструкции: построили новые здания инфраструктуры и обслуживания пассажиров, отель, транспортные подъезды. Также провели линию городской электрички. С 10 ноября 2016 гамбургский аэропорт носит имя Гельмута Шмидта.

## Характеристика
Аэропорт имеет две взлётно-посадочные полосы с асфальтовым покрытием. Одна длиной 3 250 метров, другая — 3 666 метров. Обе ВПП, а также рулёжные дорожки и платформы готовы принимать все воздушные суда, включая Airbus A380. Именно здесь данный тип самолёта проходит процесс покраски перед передачей авиакомпаниям.